# Henriette Löwisch

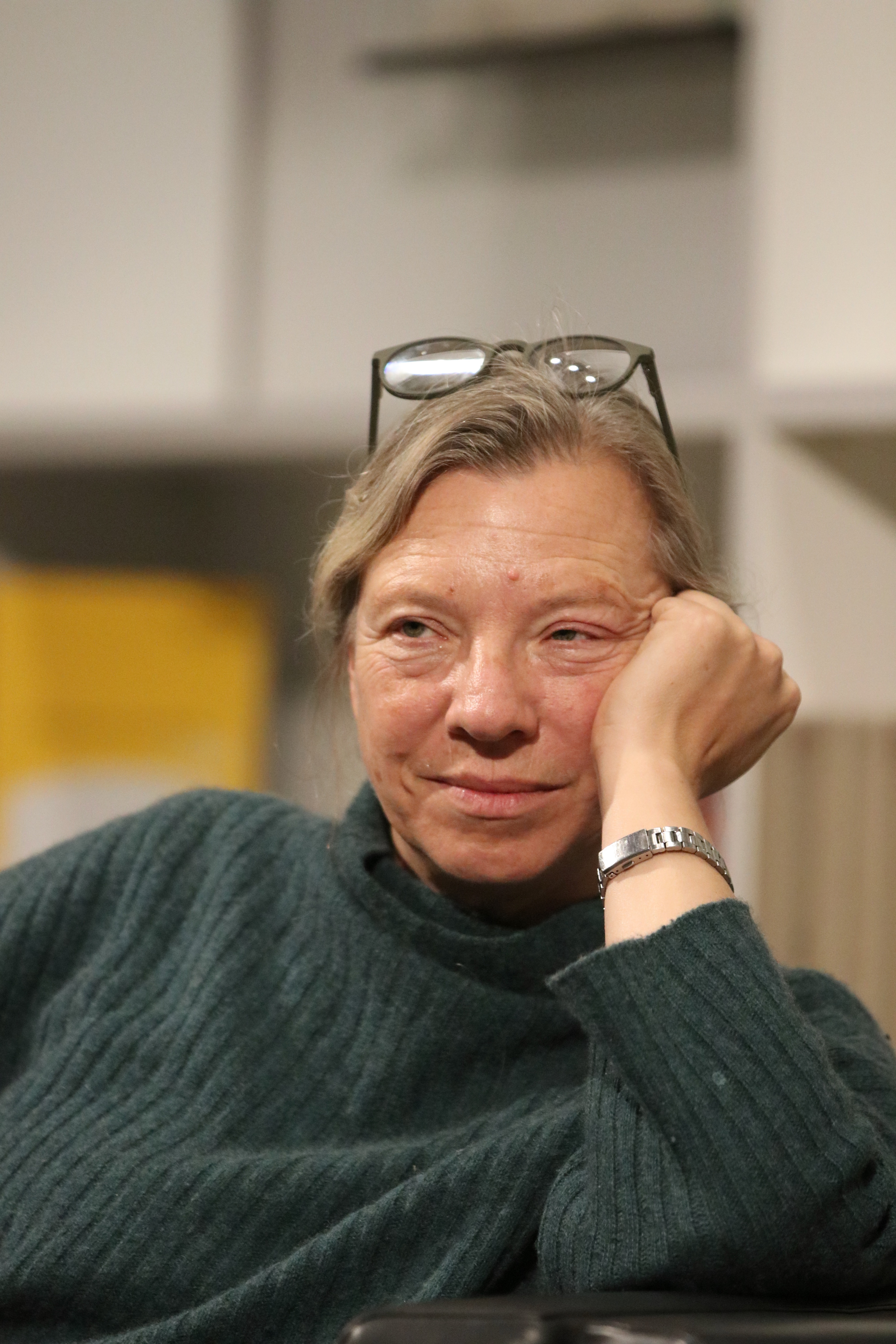
Henriette Löwisch (2019)

Henriette Löwisch (* 1964 in Stuttgart) ist eine deutsche Journalistin. 2017 übernahm sie die Leitung der Deutschen Journalistenschule (DJS) von Jörg Sadrozinski. Zuvor war sie Auslandskorrespondentin und Chefredakteurin der Nachrichtenagentur AFP. Ihre Karriere begann sie als freie Mitarbeiterin bei der Badischen Zeitung in Freiburg. Ab 1986 war sie selbst Schülerin an der DJS.

## Werdegang
Löwisch wuchs in Freiburg auf. Bevor sie 1986 an der DJS angenommen wurde, arbeitete sie als freie Mitarbeiterin bei der Badischen Zeitung. Während der Ausbildung an der DJS studierte sie Diplom-Journalistik an der LMU in München, war freie Mitarbeiterin bei einer Frauenzeitschrift und Regieassistentin beim ORF. Nach ihrem Abschluss fing sie bei der Agence France-Presse (AFP) als Auslandskorrespondentin an und berichtete aus Brüssel und Washington, D.C. 2001 wurde sie Chefredakteurin bei AFP Deutschland.
Während sie für die AFP arbeitete, begann Löwisch, ihr Wissen an Nachwuchsjournalisten weiterzugeben. Seit 2009 leitet sie an der Universität von Montana in Missoula das Master-Programm für Umwelt- und Wissenschaftsjournalismus.
Im Februar 2024 berief die Süddeutsche Zeitung Löwisch in eine Prüfungskommission, die die Vorwürfe gegen die stellvertretende Chefredakteurin der SZ, Alexandra Föderl-Schmid, aufklären sollte. Föderl-Schmid waren zuvor ungekennzeichnete Textübernahmen in mehreren Artikeln sowie Plagiatfragmente in ihrer Dissertation vorgeworfen worden.

## Familie
Ihr Bruder ist der ehemalige taz-Chefredakteur Georg Löwisch, ihre Mutter die CDU-Politikerin Sigrun Löwisch, ihr Vater der Rechtswissenschaftler Manfred Löwisch.

## Veröffentlichungen
- Henriette Löwisch: Journalismus für Dummies, Wiley-VCH Verlag, Weinheim 2008, ISBN 978-3-527-70415-6.